# Eli Wallach
Eli Herschel Wallach (/ˈilaɪ ˈwɑlək/; New York, 7 dicembre 1915 – New York, 24 giugno 2014) è stato un attore statunitense.
Attore di formazione teatrale dalla carriera cinematografica lunga oltre mezzo secolo, si distinse per la sua attività di caratterista "dalla maschera incisiva e di grande temperamento" sotto la direzione di Elia Kazan, John Sturges, John Huston, Sergio Leone, Martin Ritt, Francis Ford Coppola, Nancy Meyers, Joshua Marston, Roman Polański, William Wyler e Oliver Stone.
Notevole il suo contributo al successo internazionale di pellicole italiane tra gli anni sessanta e settanta, prevalentemente appartenenti al filone dello spaghetti western, tra cui Il buono, il brutto, il cattivo, nel quale interpreta uno dei ruoli più famosi della sua carriera, Tuco Ramirez (il brutto).

## Biografia

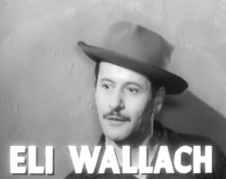
Eli Wallach nel trailer di Baby Doll - La bambola viva (1956) di Elia Kazan

Nacque a Red Hook, un quartiere di Brooklyn (New York), il 7 dicembre del 1915, figlio di Abraham Wallach e Bertha Schorr, ambedue immigrati polacchi di origine ebraica. Wallach si laureò in storia alla Università del Texas ad Austin nel 1936 e ottenne due anni dopo il Master professionale in educazione al City College di New York. Durante la seconda guerra mondiale prestò servizio prima con il grado di sergente, poi ottenne la nomina a sottotenente nell'esercito statunitense.
Giunto al teatro tardi (il suo esordio risale al 1946), Wallach appartenne alla generazione di interpreti formatasi all'Actors Studio sulla versione americana del "metodo" di Konstantin Stanislavskij, tecnica di recitazione basata sull'approfondimento psicologico del personaggio e sulla ricerca di affinità tra il mondo interiore del personaggio e quello dell'attore, conosciuta come Method acting. S'impose a Broadway, nel 1951, con La rosa tatuata di Tennessee Williams e ottenne numerosi altri successi sulle scene teatrali, da La casa da tè alla luna d'agosto di John Patrick a Il rinoceronte di Eugène Ionesco e alle commedie di Murray Schisgal.

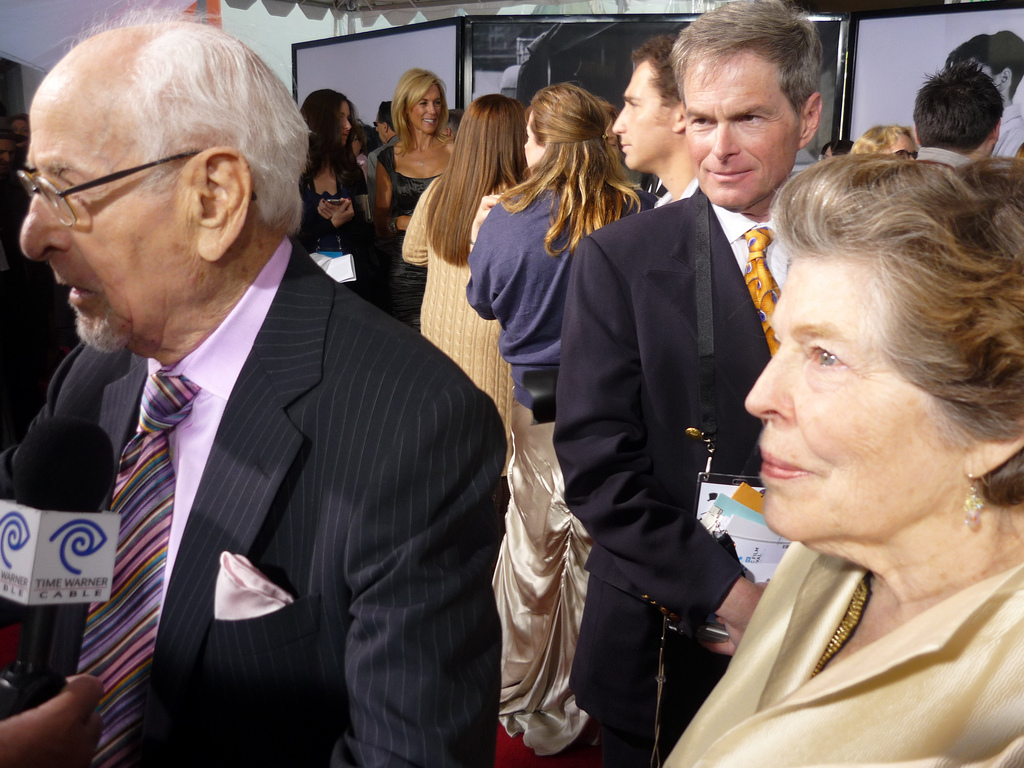
Eli Wallach e la moglie Anne Jackson nel 2010

Esordì sul grande schermo in Baby Doll (1956) e durante la sua lunga carriera affrontò importanti ruoli in film di prestigio, come I magnifici sette (1960), Gli spostati (1961), Giallo a Creta (1964), Il buono, il brutto, il cattivo (1966), Pazza (1987), Il padrino - Parte III (1990), L'amore non va in vacanza (2006), New York, I Love You (2009) e Wall Street - Il denaro non dorme mai (2010). Ancora attivo negli ultimi anni di vita in numerosi camei cinematografici e partecipazioni come guest star nelle serie TV (nel 2010 ottenne una candidatura agli Emmy Award per la partecipazione a un episodio della serie televisiva Nurse Jackie - Terapia d'urto), nel 2011 fu premiato con l'Oscar alla carriera.
Morì a New York il 24 giugno 2014, all'età di 98 anni. Dopo i funerali, il suo corpo fu cremato.

## Vita privata
Dal 1948 fino alla morte fu sposato con l'attrice Anne Jackson, dalla quale ebbe tre figli: Peter (1951), Roberta (1955) e Katherine (1958). Imparò l'italiano durante le riprese dei numerosi film realizzati in Italia, dove divenne famoso soprattutto per l'interpretazione del personaggio di Tuco in Il buono, il brutto, il cattivo. Nel 1970 partecipò alla campagna no-profit statunitense Love. It Comes in All Colors contro il razzismo, realizzata dalla National Urban Coalition.

## Filmografia

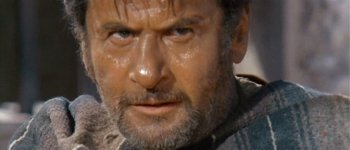
Eli Wallach in I quattro dell'Ave Maria (1968) di Giuseppe Colizzi

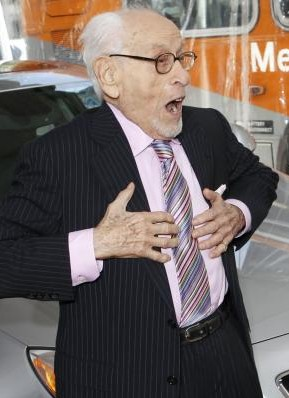
Eli Wallach a Hollywood, nel 2010

### Attore

#### Cinema
- Baby Doll - La bambola viva (Baby Doll), regia di Elia Kazan (1956)
- Crimine silenzioso (The Lineup), regia di Don Siegel (1958)
- I sette ladri (Seven Thieves), regia di Henry Hathaway (1960)
- I magnifici sette (The Magnificent Seven), regia di John Sturges (1960)
- Gli spostati (The Misfits), regia di John Huston (1961)
- Le avventure di un giovane (Hemingway's Adventures of a Young Man), regia di Martin Ritt (1962)
- La conquista del West (How the West Was Won), regia di John Ford, Henry Hathaway e George Marshall (1962)
- I vincitori (The Victors), regia di Carl Foreman (1963)
- Act One, regia di Dore Schary (1963)
- Giallo a Creta (The Moon-Spinners), regia di James Neilson (1964)
- Ho sposato 40 milioni di donne (Kisses for My President), regia di Curtis Bernhardt (1964)
- Lord Jim, regia di Richard Brooks (1965)
- Gengis Khan il conquistatore (Genghis Khan), regia di Henry Levin (1965)
- Il papavero è anche un fiore (Poppies Are Also Flower), regia di Terence Young (1966)
- Come rubare un milione di dollari e vivere felici (How to Steal a Million), regia di William Wyler (1966)
- Il buono, il brutto, il cattivo, regia di Sergio Leone (1966)
- The Tiger Makes Out, regia di Arthur Hiller (1967)
- Come salvare un matrimonio e rovinare la propria vita (How to Save a Marriage and Ruin Your Life), regia di Fielder Cook (1968)
- Jim l'irresistibile detective (A Lovely Way to Die), regia di David Lowell Rich (1968)
- I quattro dell'Ave Maria, regia di Giuseppe Colizzi (1968)
- Il cervello (Le Cerveau), regia di Gérard Oury (1969)
- L'oro di Mackenna (MacKenna's Gold), regia di J. Lee Thompson (1969)
- Il falso testimone (Zig Zag), regia di Richard A. Colla (1970)
- Le avventure di Gerard (The Adventures of Gerard), regia di Jerzy Skolimowski (1970)
- The Angel Levine, regia di Ján Kadár (1970)
- L'uomo della porta accanto (The People Next Door), regia di David Greene (1970)
- Il romanzo di un ladro di cavalli (Romansa konjokradice), regia di Abraham Polonsky (1971)
- Viva la muerte... tua!, regia di Duccio Tessari (1971)
- Un grande amore da 50 dollari (Cinderella Liberty), regia di Mark Rydell (1973)
- Crazy Joe, regia di Carlo Lizzani (1974)
- L'ultima chance, regia di Maurizio Lucidi (1975)
- Il bianco, il giallo, il nero, regia di Sergio Corbucci (1975)
- Attenti al buffone, regia di Alberto Bevilacqua (1976)
- E tanta paura, regia di Paolo Cavara (1976)
- Sentinel (The Sentinel), regia di Michael Winner (1977)
- Cattive abitudini (Nasty Habits), regia di Michael Lindsay-Hogg (1977)
- Il principio del domino: la vita in gioco (The Domino Principle), regia di Stanley Kramer (1977)
- Abissi (The Deep), regia di Peter Yates (1977)
- Messaggi da forze sconosciute (Circle of Iron), regia di Richard Moore (1978)
- Girlfriends, regia di Claudia Weill (1978)
- Squadra antimafia, regia di Bruno Corbucci (1978)
- Il boxeur e la ballerina (Movie Movie), regia di Stanley Donen (1978)
- Bocca da fuoco (Firepower), regia di Michael Winner (1979)
- Rebus per un assassinio (Winter Kills), regia di William Richert (1979)
- Guri, regia di Eduardo Darino (1979)
- Il cacciatore di taglie (The Hunter), regia di Buzz Kulik (1980)
- La salamandra (The Salamander), regia di Peter Zinner (1981)
- Sam's Son, regia di Michael Landon (1984)
- Due tipi incorreggibili (Tough Guys), regia di Jeff Kanew (1986)
- Pazza (Nuts), regia di Martin Ritt (1987)
- Il grande inganno (The Two Jackes), regia di Jack Nicholson (1990)
- Il padrino - Parte III (The Godfather: Part III), regia di Francis Ford Coppola (1990)
- Articolo 99 (Article 99), regia di Howard Deutch (1992)
- Amanti, primedonne (Mistress), regia di Barry Primus (1992)
- La notte e la città (Night and the City), regia di Irwin Winkler (1992)
- Miele dolce amore, regia di Enrico Coletti (1994)
- Two Much - Uno di troppo (Two Much), regia di Fernando Trueba (1995)
- Funny Money - Come fare i soldi senza lavorare (The Associate), regia di Donald Petrie (1996)
- L'escluso (Uninvited), regia di Carlo Gabriel Nero (1999)
- Tentazioni d'amore (Keeping the Faith), regia di Edward Norton (2000)
- Mystic River, regia di Clint Eastwood (2003) – cameo
- The Root (2003)
- King of the Corner, regia di Peter Riegert (2004)
- A Taste of Jupiter, regia di Derek Diorio (2005)
- L'imbroglio - The Hoax (The Hoax), regia di Lasse Hallström (2006)
- L'amore non va in vacanza (The Holiday) di Nancy Meyers (2006)
- Mama's Boy, regia di Tim Hamilton (2007)
- Vote and Die: Liszt for President, regia di Mark Mitchell (2008)
- The Toe Tactic, regia di Emily Hubley (2008)
- New York, I Love You, regia di Joshua Marston, Segmento Joshua Marston (2009)
- Tickling Leo, regia di Jeremy Davidson (2009)
- L'uomo nell'ombra (The Ghost Writer), regia di Roman Polanski (2010)
- Wall Street - Il denaro non dorme mai (Wall Street: Money Never Sleeps), regia di Oliver Stone (2010)
- Sergio Leone - L'italiano che inventò l'America, regia di Francesco Zippel – documentario con filmati d’archivio (2022)

#### Televisione
- Lights Out – serie TV, episodio 4x05 (1951)
- Armstrong Circle Theatre – serie TV, 1 episodio (1952)
- The Web – serie TV, 1 episodio (1952)
- Goodyear Television Playhouse – serie TV, 1 episodio (1954)
- Kraft Television Theatre – serie TV, 1 episodio (1954)
- The Philco Television Playhouse – serie TV, 4 episodi (1949-1955)
- The Kaiser Aluminum Hour – serie TV, episodio 1x04 (1956)
- Studio One – serie TV, 2 episodi (1952-1957)
- The Seven Lively Arts – serie TV, 1 episodio (1957)
- BBC Sunday-Night Theatre – serie TV, 1 episodio (1957)
- Climax! – serie TV, episodio 4x19 (1958)
- Where Is Thy Brother? – film TV (1958)
- Suspicion – serie TV, 1 episodio (1958)
- Westinghouse Desilu Playhouse – serie TV, episodio 1x04 (1958)
- Le grandi fiabe (Shirley Temple's Storybook) – serie TV (1 episodio, 1958)
- Playhouse 90 – serie TV, 4 episodi (1958-1959)
- The DuPont Show of the Month – serie TV, episodio 3x03 (1959)
- Goodyear Theatre – serie TV, episodio 3x09 (1960)
- Lullaby – film TV (1960)
- Play of the Week – serie TV, 1 episodio (1960)
- La città in controluce (Naked City) – serie TV, 2 episodi (1960-1962)
- Outlaws – serie TV, episodio 2x16 (1962)
- The Dick Powell Show – serie TV, episodio 2x02 (1962)
- Batman – serie TV, 2 episodi (1967)
- CBS Playhouse – serie TV, 1 episodio (1967)
- The Typists – film TV (1971)
- Giovani avvocati (The Young Lawyers) – serie TV, episodio 1x16 (1971)
- Una notte di gelo (A Cold Night's Death), regia di Jerrold Freedman – film TV (1973)
- Indict and Convict – film TV (1974)
- I misteri di Orson Welles (Orson Welles' Great Mysteries) – serie TV, 1 episodio (1974)
- Apollo tredici: un difficile rientro – film TV (1974)
- Kojak – serie TV, episodio 3x01 (1975)
- 20 Shades of Pink – film TV (1976)
- Settima strada (Seventh Avenue) – miniserie TV (1977)
- The Pirate, regia di Ken Annakin – film TV (1978)
- Fugitive Family – film TV (1980)
- L'orgoglio di Jesse Hallam (The Pride of Jesse Hallam), regia di Gary Nelson – film TV (1981)
- Il brivido dell'imprevisto (Tales of the Unexpected) – serie TV, 1 episodio (1981)
- Diritto d'offesa (Skokie), regia di Herbert Wise – film TV (1981)
- The Wall – film TV (1982)
- La ballata della sedia elettrica – film TV (1982)
- Anatomy of an Illness – film TV (1984)
- Embassy – film TV (1985)
- Cristoforo Colombo – miniserie TV (1985)
- Murder: By Reason of Insanity – film TV (1985)
- L'onore della famiglia (Our Family Honor) – serie TV (1985-1986)
- Something in Common – film TV (1986)
- Worlds Beyond – serie TV, 1 episodio (1987)
- Autostop per il cielo (Highway to Heaven) – serie TV, episodi 2x18-3x22 (1986-1987)
- The Impossible Spy – film TV (1987)
- La signora in giallo (Murder, She Wrote) – serie TV, episodio 4x17 (1988)
- Alfred Hitchcock presenta (Alfred Hitchcock Presents) – serie TV, 1 episodio (1988)
- CBS Schoolbreak Special – serie TV, 1 episodio (1989)
- Una sporca eredità (Original Sin), regia di Ron Satlof – film TV (1989)
- L.A. Law - Avvocati a Los Angeles (L.A. Law) – serie TV, 1 episodio (1991)
- Donna d'onore (Vendetta: Secrets of a Mafia Bride), regia di Stuart Margolin – miniserie TV (1990)
- Law & Order - I due volti della giustizia (Law & Order) – serie TV, 1 episodio (1992)
- Teamster Boss: The Jackie Presser Story – film TV (1992)
- Tribeca – serie TV, 1 episodio (1993)
- Donna d'onore 2 (Vendetta II: The New Mafia), regia di Ralph L. Thomas – film TV (1993)
- Naked City: Justice with a Bullet – film TV (1998)
- The Bookfair Murders – film TV (2000)
- 100 Centre Street – serie TV, 1 episodio (2001)
- Monday Night Mayhem – film TV (2002)
- The Job – serie TV, 1 episodio (2002)
- The Education of Max Bickford – serie TV, 3 episodi (2002)
- Veritas: The Quest – serie TV, 1 episodio (2003)
- E.R. - Medici in prima linea (ER) – serie TV, 1 episodio (2003)
- Whoopi – serie TV, 1 episodio (2004)
- Character Studies – serie TV (2005)
- Studio 60 on the Sunset Strip – serie TV, 1 episodio (2006)
- Nurse Jackie - Terapia d'urto (Nurse Jackie) – serie TV, episodio 1x03 (2009)

#### Cortometraggi
- Independence, regia di John Huston (1976)
- Larry's Visit, regia di Carlo Gabriel Nero (1996)
- Advice and Dissent, regia di Leib Cohen (2002)

### Doppiatore
- Lincoln – film TV (1992)
- The American Experience – serie TV, 2 episodi (1992-2002)
- The Easter Egg Adventure, regia di John Michael Williams (2004)
- The Moon and the Son: An Imagined Conversation, regia di John Canemaker (2005)
- Stroker & Hoop – serie TV, 1 episodio (2005)

## Doppiatori italiani
Nelle versioni in italiano dei suoi film, Eli Wallach è stato doppiato da:
- Sergio Fiorentini in Crazy Joe, Due tipi incorreggibili, Il principio del domino - La vita in gioco, Attenti al buffone, Il cacciatore di taglie, Pazza, L'imbroglio - The Hoax, L'uomo nell'ombra
- Sergio Graziani in Un grande amore da 50 dollari, E tanta paura, Two Much - Uno di troppo, Alfred Hitchcock presenta, La notte e la città, Nurse Jackie - Terapia d'urto, Wall Street - Il denaro non dorme mai
- Carlo Romano ne I sette ladri, Il buono, il brutto, il cattivo, I quattro dell'Ave Maria, Viva la muerte... tua!, Il romanzo di un ladro di cavalli
- Stefano Sibaldi in Baby Doll - La bambola viva, Crimine silenzioso, Il bianco, il giallo, il nero
- Sergio Tedesco in Come rubare un milione di dollari e vivere felici, L'oro di Mackenna, Law & Order - I due volti della giustizia
- Bruno Persa ne I magnifici sette, Le avventure di un giovane, Gengis Khan il conquistatore
- Corrado Gaipa in Il Cervello, Abissi
- Bruno Alessandro in Sentinel, New York, I Love You
- Giuseppe Rinaldi in Squadra antimafia, Il grande inganno
- Manlio De Angelis in Rebus per un assassinio, Studio 60 on the Sunset Strip
- Sandro Sardone in Il padrino - Parte III, Amanti, primedonne
- Carlo Reali in Funny Money - Come fare i soldi senza lavorare, L'amore non va in vacanza
- Dante Biagioni in Mystic River, E.R. - Medici in prima linea
- Gualtiero De Angelis ne Gli spostati
- Cesare Fantoni ne La conquista del west
- Giulio Panicali in Giallo a Creta
- Nando Gazzolo in Lord Jim
- Oreste Lionello in Jim l'irresistibile detective
- Renato Turi in L'ultima chance
- Arturo Dominici in Bocca da fuoco
- Valerio Ruggeri in Kojak
- Luca Ernesto Mellina in L'onore della famiglia
- Manlio Guardabassi ne La signora in giallo
- Vittorio Di Prima in Donna d'onore
- Marcello Tusco in Donna d'onore 2
- Gianni Vagliani in L'escluso
- Mario Milita in Tentazioni d'amore
- Vincenzo Ferro in Mama's Boy